# Olga Lefeber
Olga Lefeber (Lillo, 7 februari 1929 - 15 maart 2010) was een Belgische politica.

## Levensloop
Lefeber werd secretaris van de Socialistische vrouwen  (S.V.) van het arrondissement Antwerpen.  Zij was zodoende reeds politiek actief.
In 1976 werd ze verkozen tot gemeenteraadslid van Berchem, waar ze van 1977 tot 1982 schepen van Burgerlijke Stand en Feesten was. Nadat Berchem opging in Groot-Antwerpen werd ze in 1983 lid van de districtsraad in Berchem. Van 1983 tot 1986 was ze ondervoorzitter van de districtsraad, waarna ze in maart 1986 Frans Ceuleers (CVP) opvolgde als districtsvoorzitter. In september 1986 nam ze ontslag als districtsraadslid en -voorzitter omdat ze gemeenteraadslid van Antwerpen werd, een functie die ze bleef uitoefenen tot in 1988.
In januari 1983 volgde Lefeber Jan Mangelschots op als lid van de Volksvertegenwoordiger voor het arrondissement Antwerpen. Ze vervulde dit mandaat tot november 1991. In diezelfde periode had ze als gevolg van het toen bestaande dubbelmandaat ook zitting in de Vlaamse Raad, de voorloper van het huidige Vlaams Parlement.
Ze werd in 1979 de meter van de Berchemse reus De Slijkschepper.